# Liste der Baudenkmäler in Detmold-Oberschönhagen
Die Liste der Baudenkmäler in Detmold-Oberschönhagen enthält die denkmalgeschützten Bauwerke auf dem Gebiet von Detmold-Oberschönhagen in Nordrhein-Westfalen (Stand: September 2024). Diese Baudenkmäler sind in der Denkmalliste der Stadt Detmold eingetragen; Grundlage für die Aufnahme ist das Denkmalschutzgesetz Nordrhein-Westfalen (DSchG NRW).
| Bild | Bezeichnung                                 | Lage                             | Beschreibung | Bauzeit | Eingetragen seit  | Denkmal- nummer |
| ---- | ------------------------------------------- | -------------------------------- | ------------ | ------- | ----------------- | --------------- |
| BW   | Fachwerkhaus                                | Bad Meinberger Straße 154A Karte |              |         | 22. Mai 1985      | 123             |
| BW   | Fachwerkhaus                                | Bad Meinberger Straße 152A Karte |              |         | 22. Mai 1985      | 124             |
| BW   | Fachwerkbauernhaus                          | Bad Meinberger Straße 154 Karte  |              |         | 30. April 1987    | 219             |
| BW   | Hofanlage mit 8 Objekten                    | Bad Meinberger Straße 120 Karte  |              |         | 19. Mai 1993      | 416             |
| BW   | Bauernhaus und Backhaus ohne östl. Anbauten | Bad Meinberger Straße 130 Karte  |              |         | 21. Dezember 1998 | 552             |
| BW   | Fachwerkbauernhaus                          | Bad Meinberger Straße 158 Karte  |              |         | 17. Januar 2006   | 615             |
| BW   | Hofanlage                                   | Bad Meinberger Straße 170 Karte  |              |         | 6. Oktober 2015   | 706             |

- Karte mit allen Koordinaten:
- OSM |
- WikiMap